# (22354) Sposetti
(22354) Sposetti  es un asteroide perteneciente al cinturón de asteroides, descubierto el 31 de octubre de 1992 por Freimut Börngen desde el Observatorio Karl Schwarzschild, en Alemania.

## Designación y nombre
Sposetti se designó inicialmente como 1992 UR8.
Más adelante fue nombrado en honor al astrónomo aficionado suizo  Stefano Sposetti (n. 1958).

## Características orbitales
Sposetti orbita a una distancia media del Sol de 2,3282 ua, pudiendo acercarse hasta 2,1677 ua y alejarse hasta 2,4886 ua. Tiene una excentricidad de 0,0689 y una inclinación orbital de 7,6048° grados. Emplea en completar una órbita alrededor del Sol 1297 días.

## Características físicas
Su magnitud absoluta es 13,9.